# What More Can I Give
"What More Can I Give" (Todo para ti en español) es una canción del cantante Michael Jackson en motivo a los atentados del 11 de septiembre. Originalmente saldría para el álbum Invincible, pero finalmente no salió en Invincible por motivos de contiendas con la compañía discográfica Sony Music.

## Artistas
En la versión en español de la canción (Todo para ti) los otros cantantes que participaron en la grabación fueron: 
- Alejandro Sanz

- Alma Pulido

- Anastacia

- Brian McKnight

- Carlos Santana

- Celine Dion

- Chuck Loeb

- Chuck Mangione

- Cristian Castro

- Emilio Navaira

- Gloria Estefan

- Greg Adams

- Jerry Hey

- Joe Satriani

- Jon Secada

- Joy Enriquez

- Juan Gabriel

- Julio Iglesias

- La Fiebre

- La Mafia

- Laura Pausini

- Luis Miguel

- Luther Vandross

- Mazz

- Mariah Carey

- Michael Jackson

- Mýa

- Olga Tañón

- Ricky Martin

- Roberto Pulido

- Shakira

- Tania Libertad

- Thalía

## Contienda con Sony Music
Esta canción causó algo de contienda porque Michael Jackson demandó al director de Sony Music Tommy Mottola de racismo y por esa razón el director no quiso que el disco saliera a la venta.
La canción trata más de que hay que apoyar al mundo en momentos difíciles, condenando en este caso los disturbios que causaron más de medio centenar de víctimas mortales y miles de heridos en Los Ángeles Riots debido a sus disturbios (1992) y los atentados del 11 de septiembre de 2001 en Manhattan, Nueva York.